# Neocladia korotjaevi
Neocladia korotjaevi is een vliesvleugelig insect uit de familie Encyrtidae. De wetenschappelijke naam is voor het eerst geldig gepubliceerd in 2010 door Trjapitzin & Triapitsyn.